# Joe Torre
Joe Torre (né le 18 juillet 1940 à Brooklyn, New York, États-Unis) est un manager et ancien joueur de baseball. Il a été manager des Yankees de New York pendant 12 saisons de 1996 à 2007 et des Dodgers de Los Angeles de 2008 à 2010. Durant sa carrière de joueur, il a évolué avec les Braves de Milwaukee, les Cardinals de Saint-Louis et les Mets de New York. Il a aussi dirigé chacune des équipes avec lesquelles il a joué dans la Ligue Nationale. 
Torre devient vice-président de la Ligue majeure de baseball le 26 février 2011. Intéressé à joindre un groupe tentant d'acheter la franchise des Dodgers de Los Angeles, il démissionne de son poste le 4 janvier 2012 pour éviter un conflit d'intérêts puis reprend ses fonctions au sein de la ligue en mars suivant lorsque le club est vendu à un autre groupe.
Joe Torre fait son entrée au Temple de la renommée du baseball en juillet 2014. Son numéro d'uniforme, le 6, sera le 17e retiré par la franchise des Yankees dans une cérémonie au Yankee Stadium le 23 août 2014.

## Carrière de joueur

### Braves de Milwaukee et d'Atlanta

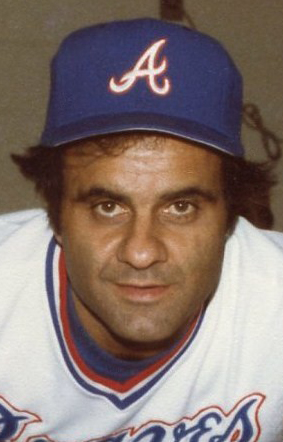
Joe Torre en 1982 alors qu'il est gérant des Braves d'Atlanta, une équipe pour laquelle il a joué.

Mis sous contrat par les Braves de Milwaukee le 8 septembre 1960, Joe Torre joue son premier match dans le baseball majeur le 25 septembre suivant. Il dispute sa saison recrue avec les Braves en 1961. Avec 113 coups sûrs en 113 matchs, dix circuits, 42 points produits et une moyenne au bâton de ,278, il termine deuxième au vote désignant la recrue de l'année de la Ligue nationale de baseball derrière Billy Williams des Cubs de Chicago. 
Torre joue pour la franchise des Braves jusqu'en 1968, suivant le club dans son déplacement de la ville de Milwaukee vers Atlanta en 1966. Il évolue principalement à la position de receveur et connaît sa part de succès en offensive. À deux reprises, sa moyenne au bâton est supérieure à ,300. En 1964, sa moyenne au bâton de ,321 est la quatrième meilleure de la Ligue nationale, il apparaît dans le top 10 de sa ligue pour la moyenne de présence sur les buts (,365) et la moyenne de puissance (,498), termine 4e pour le total de buts (109) et les points produits (109). Il frappe au moins 20 coups de circuit durant quatre saisons consécutives (1964 à 1967), dont un sommet personnel de 36 en 1966. Cette même saison, il frappe pour ,315 avec 101 points produits. Torre représente les Braves au match des étoiles cinq années de suite de 1963 à 1967, termine cinquième au vote désignant le joueur par excellence de la Ligue nationale en 1964 et remporte le Gant doré du meilleur receveur défensif en 1965.

### Cardinals de Saint-Louis
Le 17 mars 1969, Joe Torre est échangé des Braves d'Atlanta aux Cardinals de Saint-Louis contre le joueur de premier but étoile et futur membre du Temple de la renommée du baseball Orlando Cepeda. C'est alors que Torre amorce la transition du poste de receveur à celui de premier but. Il produit 100 points ou plus à chacune de ses trois premières années à Saint-Louis et ajoute deux saisons de plus de 20 circuits. Sa moyenne au bâton de ,325 est la seconde meilleure de la Ligue nationale en 1970 mais il échappe le championnat des frappeurs qui va à Rico Carty (moyenne de ,366) des Braves d'Atlanta. Ce n'est que partie remise puisque Torre remporte en 1971 ce championnat des frappeurs avec une moyenne offensive de ,363. C'est la meilleure de toutes les Ligues majeures, qu'il domine également pour les coups sûrs (230) et les points produits (137). La meilleure saison de sa carrière est couronnée par le titre de joueur par excellence de la Ligue nationale. Torre joue au match des étoiles chaque année de 1970 à 1973, pour un total de 9 sélections au cours de sa carrière.

### Mets de New York
Le 13 octobre 1974, les Cardinals échangent Joe Torre aux Mets de New York contre le lanceur droitier Tommy Moore et le lanceur gaucher Ray Sadecki. Torre, dont les performances offensives étaient sur le déclin au cours des trois dernières saisons à Saint-Louis, dispute 114 matchs au cours des deux premières années passées à New York. En 1976, il conserve une moyenne au bâton de ,306. Il met fin à sa carrière après 26 parties jouées en 1977 avec les Mets.

### Palmarès
Joe Torre a disputé 2209 matchs en 18 saisons dans le baseball majeur. Sa moyenne au bâton à vie s'élève à ,297 avec une moyenne de présence sur les buts de ,365 et une moyenne de puissance à ,452. Il compte 2342 coups sûrs, dont 344 doubles et 252 circuits, avec 996 points marqués et 1185 points produits. Il n'a jamais joué en séries éliminatoires, mais compte 9 sélections au match d'étoiles, un Gant doré, un titre de la moyenne au bâton et un titre de meilleur joueur de la Ligue nationale. Candidat à l'élection au Temple de la renommée du baseball à partir de 1983, son nom est inscrit sur les bulletins de vote année après année jusqu'à ce que le maximum de 15 ans soit atteint mais il n'obtient jamais plus qu'un pourcentage insuffisant d'appuis de 22,2 % à sa dernière chance en 1997. Torre entre cependant au Panthéon en 2014, au terme d'une brillante carrière d'entraîneur.

## L'ère exceptionnelle des «Bombardiers du Bronx»

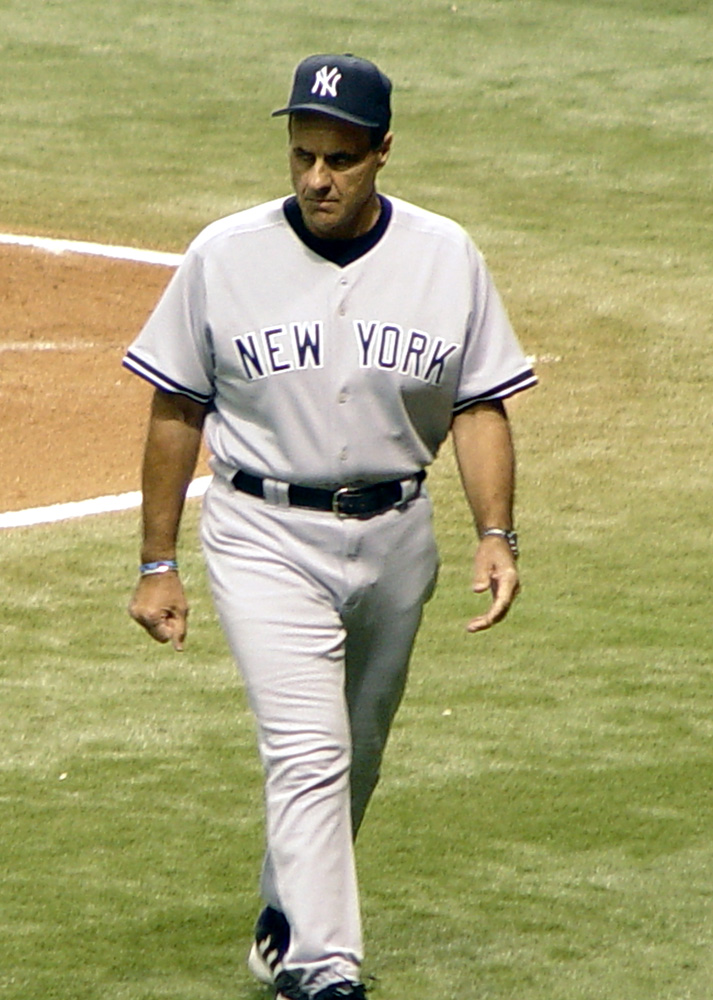
Joe Torre avec les Yankees en 2005.

Nommé à la barre des Yankees en mars 1996. Torre connaîtra des saisons dorées à la fin des années 1990. Gagnant de la Série mondiale dès sa première saison à la tête des Yankees, Torre s'affirme alors comme un manager de première classe. Après une saison 1997 à la hauteur des attentes, les Yankees trébuchent en séries et subissent l'élimination aux mains des Indians de Cleveland. La saison 1998 restera comme la plus abouti de l'ère Torre. L'équipe enregistrera une saison de 114 victoires et 48 défaites. En séries, les Bombardiers balaient les Rangers du Texas avant de prendre leurs revanches sur les Indians, tenant du titre dans l'américaine. En Série mondiale, les Yankees défont les Padres de San Diego en 5 matchs pour compléter leur saison de rêve. L'équipe de George Steinbrenner remportera également les grands honneurs en 1999 et 2000.

## La chute du régime Torre

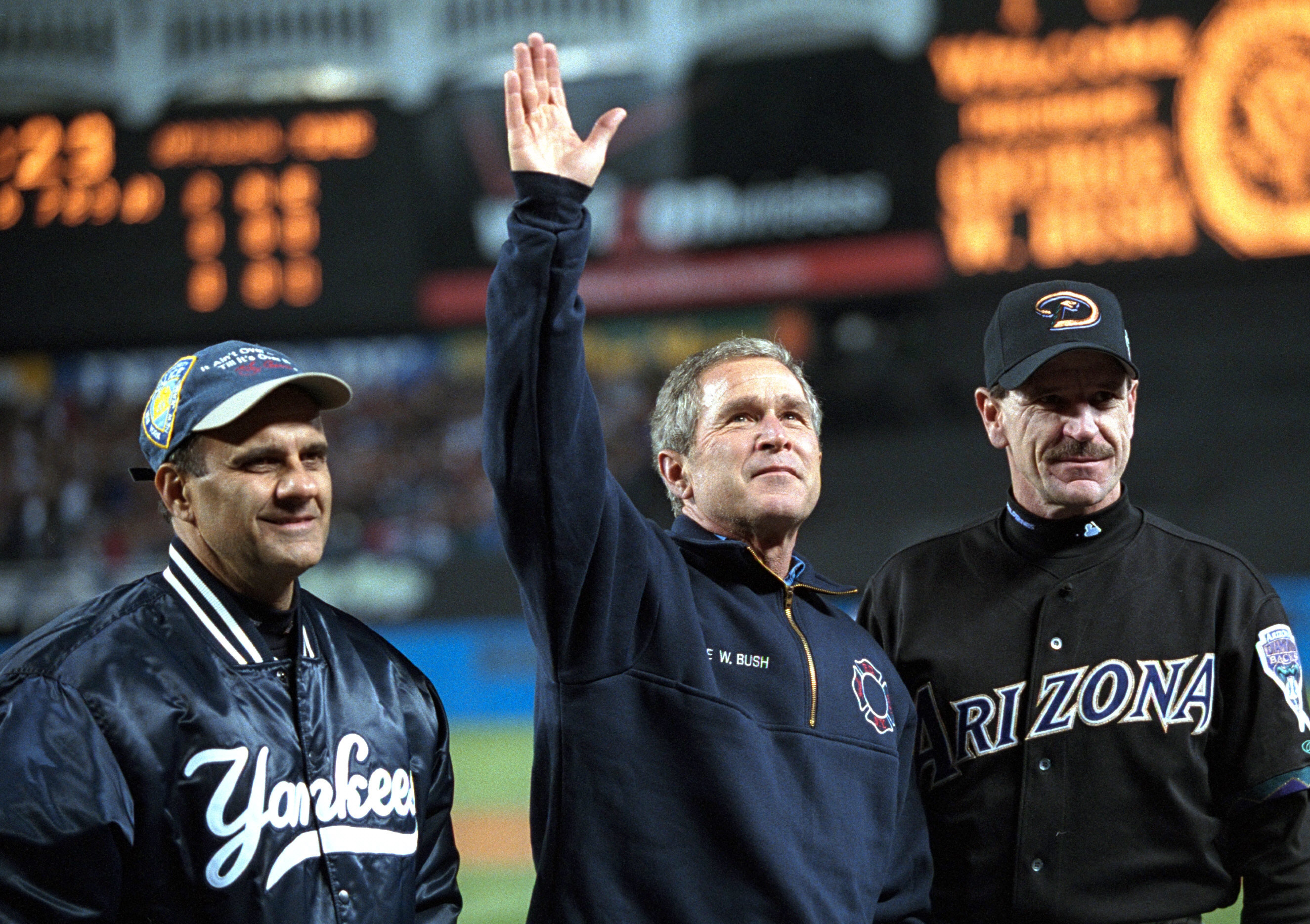
Le président George W. Bush salue la foule alors qu'il se tient aux côtés du manager des Yankees Joe Torre, à gauche, et du manager des Diamondbacks Bob Brenly sur le terrain du Yankee Stadium à New York.

Malgré 2 titres de championnat de ligue en 2001 et 2003, l'équipe de Joe Torre subit deux lourdes défaites en Séries mondiales : en 2001 dans une finale dramatique contre les Diamondbacks de l'Arizona et en 2003 contre les Marlins de la Floride. Dès lors, le leadership de Torre envers ses troupes surchargés de joueurs aux ego importants s'effrite, et de beaucoup. Confronté aux exigences de plus en plus importantes tant du propriétaire de l'équipe, le bouillant George Steinbrenner, que du directeur-gérant de la formation, Brian Cashman, avec qui Torre vivra une relation amour-haine reconnue, le manager perd pied et certaines de ses décisions le placent en position difficile tant face aux médias que face au public exigeant du Yankee Stadium. 
Lors de la Série de championnat de la Ligue américaine en 2004 le retour historique des ennemis de toujours, les Red Sox de Boston, laisse voir des lacunes considérables dans l'organigramme new-yorkais. C'est à partir de ce moment que l'avenir de Joe Torre à la barre des Yankees sera réellement mis en doute. 
En 2005, l'équipe fournit un rendement inconstant et la saga de l'acquisition de l'artilleur numéro 1 du baseball majeur Randy Johnson nuit passablement à la concentration de l'équipe. Lors de la saison morte le directeur-général Brian Cashman songe longuement à remettre sa démission et la possibilités de voir Torre être remanié de son poste fait à nouveau surface dans les journaux new-yorkais. En 2006, il doit faire face aux blessures importantes de Hideki Matsui et de Gary Sheffield et à l'inconstance déroutante de son partant Johnson. Les Yankees acquièrent néanmoins le voltigeur Bobby Abreu et laissent une meilleure latitude à leur superstar du troisième but Alex Rodriguez. Malgré tous ces changements impromptus, les New-Yorkais trébuchent à nouveau dès la première ronde des séries face aux Tigers de Detroit et s'inclinent 3-1. Mi-octobre, le New York Times lâche une véritable bombe : Torre serait sur le point d'être congédié et remplacé par l'ancien gérant des Yankees et des Mariners de Seattle, Lou Piniella. Après 2 semaines de tractations importantes, les Yankees finissent par démentir la rumeur et confirment le retour de Joe Torre pour lui permettre d'écouler sa dernière saison de contrat.

## La fin d'un règne, le début d'un autre

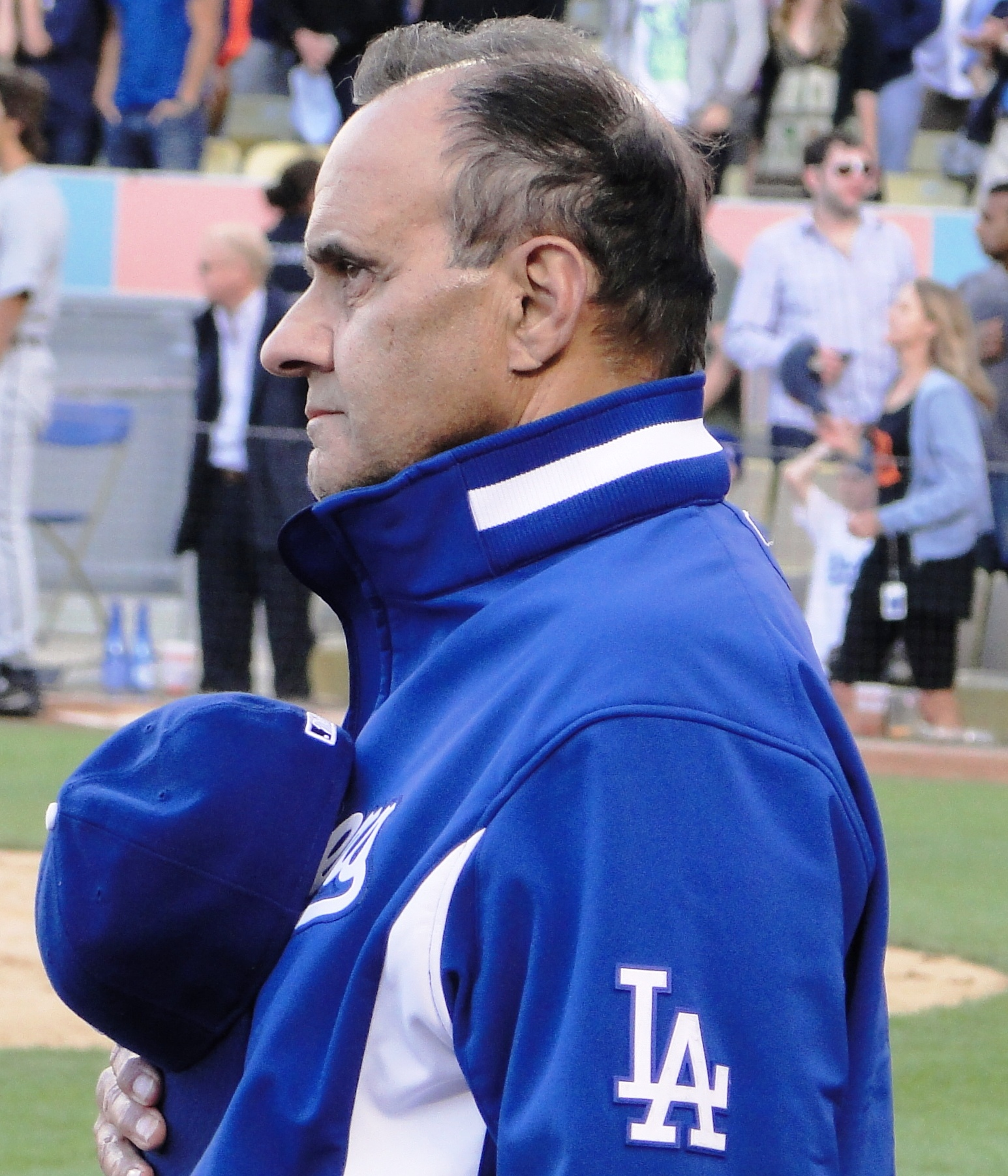
Joe Torre en 2010 à la barre des Dodgers.

Lors du début des hostilités de la saison 2007, bien des observateurs croit que si celle-ci n'est pas la bonne pour les Yankees le règne de Joe Torre à la tête des Yankees sera terminé. À la mi-juin les Bombardiers croupissent à l'avant-dernier rang de leur division et les dés semblent jetés tant pour Torre que Cashman. Mais un réveil inattendu de Yankees les propulsent vers une deuxième moitié de saison électrisante pendant laquelle ils survoleront le baseball majeur. 
Mais malgré cet élan, les Yankees seront à nouveau incapable de franchir la première ronde des séries, éliminés par les Indians en 4 matchs, après une saison marquée par différents problèmes internes et par des querelles égocentriques entre le troisième but Alex Rodriguez et l'arrêt-court, capitaine et grande vedette de l'équipe, Derek Jeter. Le 18 octobre 2007, Joe Torre, qui avait rejoint le personnel dirigeant des Yankees réunis en meeting au Legends Field de Tampa Bay, en Floride, refuse une offre de contrat d'un an pour 5 000 000 $ assortis d'un « boni Séries Mondiales » lui garantissant une année d'options exerçable en cas de victoire et des incitatifs pouvant faire grimper son salaire jusqu'à 8 000 000 $. Après ce refus, Joe Torre remit par le fait même sa démission à titre de gérant des Yankees de New York. 
Libre comme l'air, Torre ne resta cependant pas longtemps sans emploi puisque moins de 2 semaines plus tard, les Dodgers de Los Angeles lui offrent le poste de manager de l'équipe. Joe Torre mène les Dodgers au championnat de la division Ouest de la Ligue nationale à ses deux premières saisons à la barre de l'équipe. Chaque fois, l'équipe est éliminée en Série de championnat par les Phillies de Philadelphie. La troisième saison, en 2010, est difficile. Les Dodgers échouent dans leur tentative de conserver leur titre de section et chutent en quatrième place, liquidant leur vedette Manny Ramirez dans le processus. De plus, le coûteux divorce du propriétaire de l'équipe place toute l'organisation dans un climat d'incertitude financière. Le 17 septembre, il annonce qu'il se retirera après la saison et cèdera la place de gérant à son entraîneur des frappeurs Don Mattingly. Les Dodgers terminent l'année 2010 avec 80 victoires et 82 défaites, en quatrième place sur cinq équipes dans la division Ouest.

## Vice-président de la MLB
Torre devient vice-président de la Ligue majeure de baseball le 26 février 2011. Il démissionne le 4 janvier 2012 pour tenter, avec le groupe Caruso Affiliated, de se porter acquéreur de la franchise des Dodgers de Los Angeles. Sa démission lui permet d'éviter d'être en situation de conflit d'intérêts. Torre reprend ses fonctions de vice-président à la fin mars lorsque les Dodgers sont vendus à un autre groupe.

## Temple de la renommée du baseball
Le 9 décembre 2013, Joe Torre est admis au Temple de la renommée du baseball. Il y fait son entrée en compagnie de deux autres gérants élus en même temps que lui, Bobby Cox et Tony La Russa, lors d'une cérémonie à Cooperstown le 27 juillet 2014.

## Vie personnelle
Joe Torre a été marié à trois reprises, les deux premières unions se soldant par des divorces. Il a un fils prénommé Michael avec sa première épouse Jackie, qu'il a épousé en 1963, et deux filles, Lauren et Christina, avec Dani, qu'il a épousé en 1968. Il est marié depuis 1987 à Alice (Ali) Wolterman. Le couple a une fille, Andrea.
Joe Torre et sa femme Ali ont créé la Joe Torre Safe at Home Foundation visant à prévenir la violence conjugale et à aider les personnes qui en sont victimes. Une douzaine de centres d'aide, nommés Margaret's Place en l'honneur de la mère de Torre, existent dans l'État de New York.
Le frère aîné de Joe Torre, Frank Torre (1931-2014), est un ancien joueur de premier but qui a joué dans les ligues majeures de 1956 à 1963. Son autre frère, Rocco, est décédé en 1996.
Torre est un survivant du cancer de la prostate, pour lequel il a été traité avec succès en 1999.
Torre a publié trois livres : l'autobiographie Chasing the Dream (1997), le livre Joe Torre's Ground Rules for Winners (1999) et The Yankees Years. Ce dernier livre, coécrit avec Tom Verducci de Sports Illustrated et publié en 2009, relate les expériences de Torre comme manager des Yankees. Il y affirme notamment s'être senti trahi par le directeur-gérant des Yankees, Brian Cashman, lors de ses derniers moments avec le club. Torre fut critiqué par certains après la parution du livre, puisqu'il y écorche quelques anciens joueurs ayant joué sous ses ordres, notamment David Wells, Kevin Brown, Carl Pavano et Alex Rodriguez. De ce dernier, il le dira en rivalité constante avec l'autre vedette de l'équipe, Derek Jeter, et affirme que celui que l'on surnomme A-Rod avait reçu de ses coéquipiers le sobriquet A-Fraud.
Grâce à sa notoriété, il participe à des shows télévisés ou même des séries (par exemple un épisode de Castle, Un batteur battu ép.15 s.2) où il incarne son propre rôle.

## Bilan de manager
| Équipe | Année  | Saison régulière | Saison régulière | Saison régulière | Saison régulière | Séries éliminatoires | Séries éliminatoires | Séries éliminatoires | Séries éliminatoires           |
| Équipe | Année  | Vic.             | Déf.             | % Vic.           | Place            | Vic.                 | Déf.                 | % Vic.               | Résultat                       |
| ------ | ------ | ---------------- | ---------------- | ---------------- | ---------------- | -------------------- | -------------------- | -------------------- | ------------------------------ |
| NYM    | 1977   | 49               | 68               | 0.419            | 6e NL-East       | -                    | -                    | -                    |                                |
| NYM    | 1978   | 66               | 96               | 0.407            | 6e NL-Est        | -                    | -                    | -                    |                                |
| NYM    | 1979   | 63               | 99               | 0.389            | 6e NL-Est        | -                    | -                    | -                    |                                |
| NYM    | 1980   | 67               | 95               | 0.414            | 5e NL-Est        | -                    | -                    | -                    |                                |
| NYM    | 1981   | 41               | 62               | 0.398            | 5e NL-Est        | -                    | -                    | -                    |                                |
| ATL    | 1982   | 89               | 73               | 0.549            | 1er NL-Ouest     | 0                    | 3                    | 0.000                |                                |
| ATL    | 1983   | 88               | 74               | 0.543            | 2e NL-Ouest      | -                    | -                    | -                    |                                |
| ATL    | 1984   | 80               | 82               | 0.494            | 2e NL-Ouest      | -                    | -                    | -                    |                                |
| STL    | 1990   | 24               | 34               | 0.414            | 6e NL-Est        | -                    | -                    | -                    |                                |
| STL    | 1991   | 84               | 78               | 0.519            | 2e NL-Est        | -                    | -                    | -                    |                                |
| STL    | 1992   | 83               | 79               | 0.512            | 3e NL-Est        | -                    | -                    | -                    |                                |
| STL    | 1993   | 87               | 75               | 0.537            | 3e NL-Est        | -                    | -                    | -                    |                                |
| STL    | 1994   | 53               | 61               | 0.465            | 4e NL-Central    | -                    | -                    | -                    |                                |
| STL    | 1995   | 20               | 27               | 0.426            | Remercié         | -                    | -                    | -                    |                                |
| NYY    | 1996   | 92               | 70               | 0.568            | 1e AL-Est        | 11                   | 4                    | 0.733                | Vainqueur de la Série mondiale |
| NYY    | 1997   | 96               | 66               | 0.593            | 2e AL-Est        | 2                    | 3                    | 0.400                |                                |
| NYY    | 1998   | 114              | 48               | 0.704            | 1e AL-Est        | 11                   | 2                    | 0.846                | Vainqueur de la Série mondiale |
| NYY    | 1999   | 98               | 64               | 0.605            | 1e AL-Est        | 11                   | 1                    | 0.917                | Vainqueur de la Série mondiale |
| NYY    | 2000   | 87               | 74               | 0.540            | 1er AL-Est       | 11                   | 5                    | 0.688                | Vainqueur de la Série mondiale |
| NYY    | 2001   | 95               | 65               | 0.594            | 1er AL-Est       | 10                   | 7                    | 0.588                | Finaliste de la Série mondiale |
| NYY    | 2002   | 103              | 58               | 0.640            | 1er AL-Est       | 1                    | 3                    | 0.250                |                                |
| NYY    | 2003   | 101              | 61               | 0.623            | 1er AL-Est       | 9                    | 8                    | 0.529                | Finaliste de la Série mondiale |
| NYY    | 2004   | 101              | 61               | 0.623            | 1er AL-Est       | 6                    | 5                    | 0.545                |                                |
| NYY    | 2005   | 95               | 67               | 0.586            | 1er AL-Est       | 2                    | 3                    | 0.400                |                                |
| NYY    | 2006   | 97               | 65               | 0.599            | 1er AL-Est       | 1                    | 3                    | 0.250                |                                |
| NYY    | 2007   | 94               | 68               | 0.580            | 2e AL-Est        | 1                    | 3                    | 0.250                |                                |
| LAD    | 2008   | 84               | 78               | 0.519            | 1er NL-Ouest     | 4                    | 4                    | 0.500                |                                |
| LAD    | 2009   | 95               | 67               | 0.586            | 1er NL-Ouest     | 4                    | 4                    | 0.5000               |                                |
| LAD    | 2010   | 80               | 82               | 0.494            | 4e NL-Ouest      | -                    | -                    | -                    |                                |
| Totaux | Totaux | 2326             | 1997             | 0.538            |                  | 84                   | 58                   | 0.592                | 4 Séries mondiales             |